# A360公路 (俄羅斯)
勒拿公路 （Лена），正式名稱是A360聯邦公路勒拿段 （Федеральная автомобильная дорога «Лена»），又稱阿穆爾-雅庫茨克公路 （Амуро-Якутская автомобильная дорога）是俄羅斯的一條幹線公路，連接斯科沃羅季諾和雅庫茨克 （道路終於勒拿河西岸，過河靠冬季冰封的河面和夏季渡輪），全長1,235公里。
始建於1925年，1964年完成。